# Knappen Peak
Knappen Peak är en bergstopp i Antarktis. Den ligger i Östantarktis. Norge gör anspråk på området. Toppen på Knappen Peak är 220 meter över havet.
Terrängen runt Knappen Peak är platt åt nordväst, men åt sydost är den kuperad. Havet är nära Knappen Peak åt nordväst. Trakten är obefolkad. Det finns inga samhällen i närheten. 